# Lufiravävare
Lufiravävare (Ploceus ruweti) är en fågel i familjen vävare inom ordningen tättingar.

## Utbredning och systematik
Fågeln förekommer enbart i sydöstra Kongo-Kinshasa (myrar i närheten av Lufirasjön. Den behandlas som monotypisk, det vill säga att den inte delas in i några underarter.

## Status
IUCN placerar arten i hotkategorin livskraftig.